# Dendropaemon ganglbaueri
Dendropaemon ganglbaueri là một loài bọ cánh cứng trong họ Bọ hung (Scarabaeidae).